# Jindřich Janečka
Jindřich Janečka ( API: jɪndr̝̊ɪx janet͡ʃka) (né le 14 avril 2004 à Brno) est un boxeur tchèque, sextuple champion de République tchèque (dans diverses catégories d'âge), représentant de la République tchèque, vainqueur de tournois internationaux de boxe et lutteur de judo.

## Vie
Jindřich Janečka est originaire de Brno et pratique les sports de combat depuis son enfance. En 2016, il reçoit le titre étudiant de champion de République tchèque de judo. La même année, il commence la boxe au club Kometa Brno sous la direction de Leo Nováček en coopération avec Vít Král, qui devient son entraîneur-chef. À l'âge de 17 ans, en 2022, en tant que champion junior de la République tchèque, il a défié l'actuel champion masculin de la République tchèque, Tomáš Bureš, en duel et a gagné. En 2023, il devient le visage du premier garage CUPRA en République tchèque.

## Carrière sportive
- 2018
  - Champion de République Tchèque, jeunes scolaires, catégorie 62 kg, victoire du RSC[3] (victoire en mettant fin au match par l'arbitre du ring).
- 2020
  - Champion de République tchèque, cadets, catégorie 75 kg, victoire par soumission de l'adversaire[4].
  - 5ème place au Championnat d'Europe Cadets[5],
  - vainqueur du tournoi Espoirs Olympiques[6].
- 2021
  - Champion de République tchèque, juniors, catégorie 75 kg, victoire aux points 5:0[7],
  - vainqueur du tournoi international IBA Maribor Cup[8],
  - participant du Championnat d'Europe Junior.
- 2022
  - champion de République Tchèque, juniors, catégorie 80 kg, victoire RSC[9],
  - participant au Championnat d'Europe Junior,
  - 2ème place au tournoi IBA Danas Pozniakas[10],
  - 2ème place au tournoi européen IBA Júlia Tormy Memorial[11].
- 2023
  - champion de République tchèque, hommes, catégorie 80 kg, victoire aux points[12],
  - participant aux Jeux européens de Cracovie 2023[13] après avoir été nommé par le Comité olympique tchèque,
- 2024
  - champion de République tchèque, hommes, catégorie 80 kg, victoire aux points[14],
  - vainqueur du tournoi international IBA les gants dorés de la Vistule[15].